# Затока Мірабелло
Мірабелло (грец. Κόλπος Μιραμπέλου) — затока у Критському морі, у східній частині острова Крит. На північному заході узбережжі затоки розташований найбільше місце області Ласітіону — Айос-Ніколаос. Узбережжя затоки в доісторичні часи мало велике значення для Криту.
У стародавні часи узбережжя затоки Мірабелло було одним із найважливіших центрів видобування міді у пізньомінойський період приблизно 3000 років до н. е., поряд із мінойським островом Псера та дорійським полісом Лато.